# Вудмер (Огайо)
Вудмер (англ. Woodmere) — селище (англ. village) в США, в окрузі Каягога штату Огайо. Населення — 641 особа (2020).

## Географія
Вудмер розташований за координатами 41°27′36″ пн. ш. 81°28′47″ зх. д. / 41.46000° пн. ш. 81.47972° зх. д. (41.459965, -81.479840).  За даними Бюро перепису населення США в 2010 році селище мало площу 0,86 км², уся площа — суходіл.

## Демографія
Згідно з переписом 2010 року, у селищі мешкали 884 особи в 446 домогосподарствах у складі 225 родин. Густота населення становила 1023 особи/км².  Було 468 помешкань (542/км²).
Расовий склад населення:
| - 61,9 % — чорних або афроамериканців - 29,5 % — білих - 3,7 % — азіатів - 1,0 % — осіб інших рас |

До двох чи більше рас належало 3,8 %. Частка іспаномовних становила 3,7 % від усіх жителів.
За віковим діапазоном населення розподілялося таким чином: 23,5 % — особи молодші 18 років, 65,5 % — особи у віці 18—64 років, 11,0 % — особи у віці 65 років та старші. Медіана віку мешканця становила 37,9 року. На 100 осіб жіночої статі у селищі припадало 72,0 чоловіків;  на 100 жінок у віці від 18 років та старших — 69,8 чоловіків також старших 18 років.
Середній дохід на одне домашнє господарство  становив 57 710 доларів США (медіана — 39 167), а середній дохід на одну сім'ю — 76 810 доларів (медіана — 55 208). Медіана доходів становила 38 500 доларів для чоловіків та 40 450 доларів для жінок. За межею бідності перебувало 20,2 % осіб, у тому числі 23,3 % дітей у віці до 18 років та 16,7 % осіб у віці 65 років та старших.
Цивільне працевлаштоване населення становило 463 особи. Основні галузі зайнятості: освіта, охорона здоров'я та соціальна допомога — 37,8 %, науковці, спеціалісти, менеджери — 13,4 %, мистецтво, розваги та відпочинок — 9,7 %, фінанси, страхування та нерухомість — 8,2 %.